# Plaça de Kızılay
Plaça de Kızılay (turc: Kızılay Meydanı) és una plaça urbana en el barri de Kızılay, a Yenişehir, centre-vila nou d'Ankara, capital turca. El seu nom formal és Hürriyet Meydanı o plaça de Llibertat. Es troba al punt d'unió de dues avingudes principals d'Ankara: Passeig d'Atatürk en l'eix nord-sud i els passeigs Gazi Mustafa Kemal (oest); i Ziya Gökalp (est) que s'ajunten en la mateixa plaça. En el sector entre els passeigs Atatürk i Gazi Mustafa Kemal es troba Güvenpark, o el parc Güven, on es troba un monument amb el mateix nom (Güven Anıtı o Monument de Confiança). El nom de la plaça prové de l'antiga casa central de Kızılay, Mitja Lluna Roja turca, que es trobava al costat nord de la plaça, des dels primers dies de la república fins a 1979 (avui en el seu lloc es troba un centre comercial). Sota la plaça de Kızılay es troba l'estació integral del Metro d'Ankara i de l'Ankaray, una línia de metro lleguer. Construïda en les primeres dècades de la república, la plaça va patir considerables canvis estructurals, entre 1985-86, seguint el projecte Güvenpark Yenileme Projesi (Projecte de renovació del parc Güven).

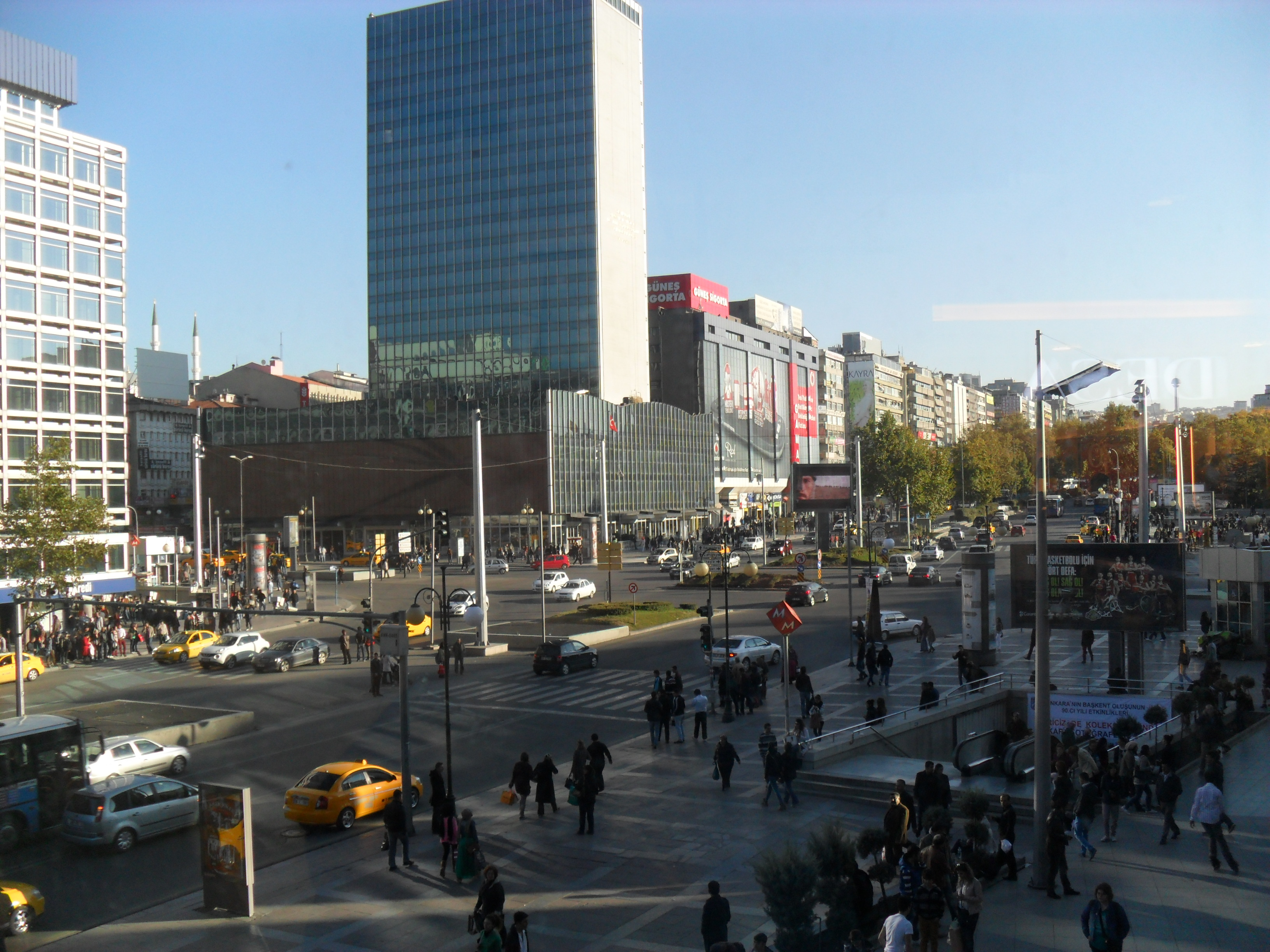
Plaça de Kızılay a 2013

El nom de la plaça va ser canviat després de la intentona de cop del 15 de juliol de 2016 a Plaça de Kızılay Voluntat Nacional 15 Juliol.